# سرگئی نیکولاویچ تروبتسکوی

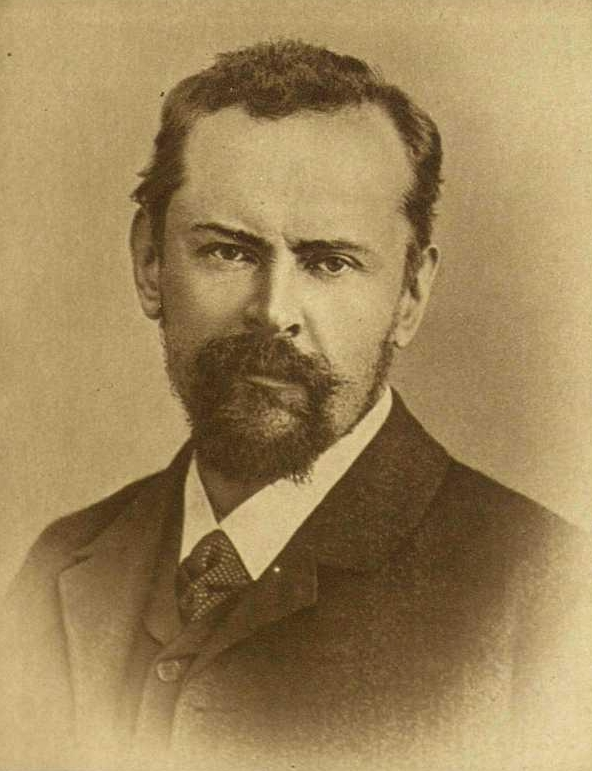
سرگئی نیکولاویچ تروبتسکوی، قبل از سال ۱۹۰۵

سرگئی نیکولاویچ تروبتسکوی (به انگلیسی: Sergei Nikolaevich Trubetskoy) (زاده ۴ اوت ۱۸۶۳ – درگذشته ۱۲ اکتبر ۱۹۰۵) فیلسوف روسی و رئیس دانشگاه مسکو بود. نیکولای تروبتسکوی فرزند اوست.